# Jean-Baptiste van der Aa de Randerode
Jean-Baptiste van der Aa de Randerode (Antwerpen, 28 september 1780 – 3 januari 1848) was een Antwerpse notabele en edelman.

## Levensloop
De familie Van der Aa is terug te vinden vanaf de veertiende eeuw en bezat al sinds 1583 adellijke diploma's.
Er was een Mechelse tak Van der Aa de Randerode die vanaf de 14de eeuw voorkwam in Mechelen. Deze leverde verschillende burgemeesters aan de stad, onder wie Adolf van der Aa en Filips van der Aa (wellicht ook Johan en Floris van der Aa), die tot de medeondertekenaars van het Verbond der Edelen behoorden. 
Jean-Baptiste was een zoon van jonkheer Paul van der Aa en van Jeanne van Delft. Hij trouwde in 1802 met Marie-José van Delft (1779-1818) en ze kregen:
- Marie-Isabelle (1803-1870), die trouwde met François Ullens (1793-1852).
- Joséphine (1804-1866), die trouwde met Hyacinthe du Bois (1807-1854), zoon van constituant en senator Ferdinand du Bois.
- Nog vijf andere kinderen, van wie er vier op zeer vroege leeftijd overleden, en Hubertine van der Aa, die in 1888 als laatste van de familie overleed.

Jean-Baptiste was 'aalmoezenier' van de stad Antwerpen en werd lid van de Provinciale Staten van Antwerpen.
In 1816 verkreeg hij adelserkenning en benoeming tot lid van Ridderschap van de provincie Antwerpen.
Deze familietak is in 1888 uitgedoofd. Langs vrouwelijke lijnen zijn er afstammelingen de Gruben, Cogels, Le Grelle enz.